# Ahez
Ahez — французский вокальный коллектив, основанный в 2018 году, состоит из трех участниц: Марин Лавин, Стеренн Диридоллю, Стеренн Ле Гийу. Представительницы Франции на Песенном конкурсе Евровидение-2022 вместе с певцом Алваном с песней «Fulenn».

## История
Диридоллу, Лавин и Ле Гийу познакомились во время учёбы в средней школе Диван в Каре-Плугер, Бретань, где практиковали традиционный стиль пения кан ха дискан. Название «Ahez» происходит от Ker Ahez, популярной этимологии бретонского имени Carhaix (Karaez) и Ahes, бретонской мифологической фигуры. Группа начала выступать на фестивалях fest-noz в 2018 году, а в 2018 году приняла участие в Межкельтском фестивале в Лорьяне с группой «Eben».
Летом 2021 года они познакомились с певцом и продюсером Алваном в баре в Ренне. Вместе они участвовали в национальном отборе на конкурс песни Евровидение 2022 «Eurovision France, c’est vous qui décidez!» с песней «Fulenn». Они выиграли конкурс путём голосования среди жюри и телезрителей. Это вторая песня, исполненная на бретонском языке в истории конкурса после «Diwanit bugale» от Дан Ар Браз и l’Héritage des Celtes, представителей Франции на «Евровидение-1996».